# 尽在不言中
《尽在不言中》是希腊的键盘手兼作曲家雅尼的第十张录音室专辑，该专辑于2000年10月由維京唱片发行。它在Billboard的“最佳新世纪专辑”排行榜上排名第一，并在同年登上“Billboard 200”排行榜第20名。此外，该专辑中的《With an Orchid》也曾作为香港凤凰气象站天气预报的背景音乐。

## 创作背景
1998年7月，雅尼完成了他长达一年的世界巡回演出，并将巡演歌曲收录进他1997年的现场专辑《Tribute》。巡演的日程让雅尼筋疲力尽，他的生活和事业进入了衰退期。并且他与女演员琳达·埃文斯长达十年的关系破裂，他也因此患上了抑郁症。雅尼随后将他的职业生涯搁置了两年，在此期间他拒绝接受任何采访。他回到了他的祖国希腊并与父母一起生活了三个月，在此期间四处旅行。1999年的一天，雅尼看着日出，觉得自己已经恢复到可以继续音乐事业的状态了，于是他回到美国佛罗里达州的家中，开始为新的录音室专辑制作素材。这是他自1993年专辑《In My Time》以来的第一个原声音乐专辑。

## 评价
| 評論得分 | 評論得分 |
| 來源     | 評分     |
| -------- | -------- |
| AllMusic | [ 7 ]    |

Allmusic的柴克·強森（Zac Johnson）评论说，雅尼缩减了他为《尽在不言中》制作的宏大的音乐架构，这与1997年的《Tribute》形成了鲜明的对比。该专辑中的作品显得非常稀疏和脆弱，而他之前向作品中注入的“世界音乐”的元素也减少了。

## 曲目列表
| 曲序 | 曲目                | 时长 |
| ---- | ------------------- | ---- |
| 1.   | On Sacred Ground    | 7:08 |
| 2.   | The Flame Within    | 5:53 |
| 3.   | Midnight Hymn       | 5:49 |
| 4.   | November Sky        | 4:43 |
| 5.   | With an Orchid      | 5:05 |
| 6.   | Wishing Well        | 5:43 |
| 7.   | A Walk in the Rain  | 4:55 |
| 8.   | Highland            | 5:53 |
| 9.   | If I Could Tell You | 5:51 |
| 10.  | In Your Eyes        | 5:09 |
| 11.  | Reason for Rainbows | 6:01 |

## 排行和銷量認證
| 排行榜（2000－01年）             | 排名 |
| -------------------------------- | ---- |
| 法國（法國唱片出版業公會專輯榜） | 53   |
| 美國（Billboard 200）            | 20   |
| 美國（《告示牌》New Age Albums） | 1    |

| 國家或地區             | 認證 | 銷量     |
| ---------------------- | ---- | -------- |
| 美國（美國唱片業協會） | 金   | 627,000^ |
| ^僅含認證的出貨量      |      |          |